# Брежинский, Андрей Петрович
Андрей Петрович Брежинский (1777 — ?) — русский поэт.

## Биография
Родился в 1777 году в дворянской семье.
Учился в инженерном шляхетном корпусе и в 1795 году был выпущен прапорщиком в армию. В 1799 году вышел в отставку.
С 1801 года Брежинский в течение двух лет участвовал в Комиссии составления законов. В это время он познакомился с А. Н. Радищевым и посещал его дом вместе с И. С. Бородавицыным и И. П. Пниным.
С 1804 по 1807 годы Брежинский служил секретарем у П. Зубова в замке Руэндаль (Ругендаль) в Курляндии, с 1808 года — преподавал русский язык и словесность в Горном кадетском корпусе
Год смерти Брежинского неизвестен. Но в 1843 году он был еще жив и писал письма А. В. Казадаеву.

## Творчество
Писать стихи Брежинский начал еще в молодые годы, находясь в Сибири адъютантом при генерал-лейтенанте А. И. Горчакове. Там он, по словам Д. И. Хвостова, «упражнялся с успехом в лирическом стихотворении, помещая по большей части в творения свои картины, ужасы природы изображающие, краю тому свойственные».
Брежинский написал ряд стихов, посвященных А. В. Суворову. В 1801 году им была напечатана «Эпистола», обращенная к П. А. Зубову. Писал он пьесы, трагедии и комедии. Однако его драматические опыты до нас не дошли.